# Campeonato Mundial de Natación en Piscina Corta de 2004
El VII Campeonato Mundial de Natación en Piscina Corta se celebró en Indianápolis (Estados Unidos) entre el 7 y el 10 de octubre de 2004. Fue organizado por la Federación Internacional de Natación (FINA) y la Federación estadounidense de Natación. 
Las competiciones se realizaron en una piscina provisional en la Conseco Fieldhouse con capacidad para 12.500 espectadores. Participaron un total de 502 atletas de 94 países.

## Resultados

### Masculino
| Evento                    | Oro                                                                              | Plata                                                                                 | Bronce                                                                                   |
| ------------------------- | -------------------------------------------------------------------------------- | ------------------------------------------------------------------------------------- | ---------------------------------------------------------------------------------------- |
| 50 m libre (09.10)        | Mark Foster Reino Unido 21,58 s                                                  | Stefan Nystrand · Suecia · 21,66 s                                                    | Nicholas Brunelli · Estados Unidos · Nicholas Santos · Brasil · 21,71 s                  |
| 100 m libre (11.10)       | Jason Lezak Estados Unidos 47,97                                                 | Salim Iles Argelia 48,07                                                              | Rick Say · Canadá · 48,38                                                                |
| 200 m libre (07.10)       | Michael Phelps Estados Unidos 1:43,59                                            | Richard Say · Canadá · 1:44,39                                                        | Ryan Lochte Estados Unidos 1:44,97                                                       |
| 400 m libre (09.10)       | Yuri Prilukov · Rusia · 3:40,79                                                  | Chad Carvin Estados Unidos 3:43,77                                                    | Justin Mortimer Estados Unidos 3:44,70                                                   |
| 1500 m libre (11.10)      | Yuri Prilukov · Rusia · 14:39,16                                                 | Simone Ercoli · Italia · 14:53,89                                                     | Dragoș Coman · Rumania · 14:56,74                                                        |
| 50 m espalda (10.10)      | Thomas Rupprath · Alemania · 23,51                                               | Matthew Welsh Australia 23,60                                                         | Peter Marshall Estados Unidos 23,93                                                      |
| 100 m espalda (08.10)     | Aaron Peirsol Estados Unidos 50,72                                               | Matthew Welsh Australia 51,04                                                         | Thomas Rupprath · Alemania · 51,20                                                       |
| 200 m espalda (11.10)     | Aaron Peirsol Estados Unidos 1:50,52                                             | Matthew Welsh Australia 1:52,54                                                       | Arkadi Viachanin · Rusia · 1:54,20                                                       |
| 50 m braza (11.10)        | Brendan Hansen Estados Unidos 26,86                                              | Brenton Rickard Australia 27,09                                                       | Stefan Nystrand · Suecia · 27,28                                                         |
| 100 m braza (08.10)       | Brendan Hansen Estados Unidos 58,45                                              | Brenton Rickard Australia 58,64                                                       | Vladislav Poliakov · Kazajistán · 59,07                                                  |
| 200 m braza (09.10)       | Brendan Hansen Estados Unidos 2:04,98                                            | Brenton Rickard Australia 2:08,34                                                     | Vladislav Poliakov · Kazajistán · 2:08,36                                                |
| 50 m mariposa (10.10)     | Ian Crocker Estados Unidos 22,71 (RM)                                            | Mark Foster Reino Unido 23,22                                                         | Duje Draganja · Croacia · 23,26                                                          |
| 100 m mariposa (08.10)    | Ian Crocker Estados Unidos 50,18                                                 | James Hickman Reino Unido 51,13                                                       | Peter Mankoč Eslovenia 51,66                                                             |
| 200 m mariposa (11.10)    | James Hickman Reino Unido 1:53,41                                                | Ioan Gherghel · Rumania · 1:54,06                                                     | Wu Peng China 1:54,51                                                                    |
| 100 m estilos (11.10)     | Peter Mankoč Eslovenia 52,66                                                     | Thomas Rupprath · Alemania · 53,35                                                    | Thiago Pereira · Brasil · 53,75                                                          |
| 200 m estilos (09.10)     | Thiago Pereira · Brasil · 1:55,78                                                | Ryan Lochte Estados Unidos 1:55,86                                                    | Oussama Mellouli Túnez 1:56,23                                                           |
| 400 m estilos (08.10)     | Oussama Mellouli Túnez 4:07,02                                                   | Robin Francis Reino Unido 4:08,06                                                     | Eric Shanteau Estados Unidos 4:08,94                                                     |
| 4 × 100 m libre (07.10)   | Estados Unidos Nick Brunelli Neil Walker Nate Dusing Jason Lezak 3:09,96         | Brasil · César Cielo · Thiago Pereira · Christiano Santos · Nicholas Santos · 3:12,73 | Canadá · Michael Mintenko · Matthew Rose · Adam Sioui · Richard Say · 3:13,62            |
| 4 × 200 m libre (08.10)   | Estados Unidos Ryan Lochte Chad Carvin Daniel Ketchum Justin Mortimer 7:03,71    | Australia Nicholas Sprenger Andrew Mewing Brendon Hughes Josh Krogh 7:03,78           | Brasil · Rodrigo Castro · Thiago Pereira · Rafael Mosca · Lucas Salatta · 7:06,64        |
| 4 × 100 m estilos (11.10) | Estados Unidos Aaron Peirsol Brendan Hansen Ian Crocker Jason Lezak 3:25,09 (RM) | Australia Matthew Welsh Brenton Rickard Andrew Richards Andrew Mewing 3:29,72         | Rusia · Arkadi Viachanin · Andrei Ivanov · Nikolai Skvortsov · Andrei Kapralov · 3:32,11 |

- (RM) – Récord mundial.

### Femenino
| Evento                    | Oro                                                                                   | Plata                                                                                             | Bronce                                                                                  |
| ------------------------- | ------------------------------------------------------------------------------------- | ------------------------------------------------------------------------------------------------- | --------------------------------------------------------------------------------------- |
| 50 m libre (11.10)        | Marleen Veldhuis · Países Bajos · 24,41 s                                             | Lisbeth Lenton Australia 24,54 s                                                                  | Therese Alshammar · Suecia · 24,63 s                                                    |
| 100 m libre (09.10)       | Lisbeth Lenton Australia 52,67                                                        | Josefin Lillhage · Suecia · 53,56                                                                 | Marleen Veldhuis · Países Bajos · 53,88                                                 |
| 200 m libre (11.10)       | Josefin Lillhage · Suecia · 1:56,35                                                   | Lindsay Benko Estados Unidos 1:56,48                                                              | Dana Vollmer Estados Unidos 1:58,05                                                     |
| 400 m libre (09.10)       | Kaitlin Sandeno Estados Unidos 4:02,01                                                | Sara McLarty Estados Unidos 4:04,49                                                               | Sachiko Yamada Japón 4:04,64                                                            |
| 800 m libre (08.10)       | Sachiko Yamada Japón 8:18,21                                                          | Kate Ziegler Estados Unidos 8:20,55                                                               | Melissa Gorman Australia 8:25,38                                                        |
| 50 m espalda (11.10)      | Haley Cope Estados Unidos 27,49                                                       | Gao Chang China 27,55                                                                             | Sophie Edington Australia 28,17                                                         |
| 100 m espalda (08.10)     | Haley Cope Estados Unidos 59,03                                                       | Gao Chang China 59,61                                                                             | Sophie Edington Australia 59,64                                                         |
| 200 m espalda (09.10)     | Margaret Hoelzer Estados Unidos 2:05,84                                               | Tayliah Zimmer Australia 2:08,05                                                                  | Melissa Ingram Nueva Zelanda 2:08,54                                                    |
| 50 m braza (08.10)        | Brooke Hanson Australia 30,20                                                         | Jade Edmistone Australia 30,21                                                                    | Tara Kirk Estados Unidos 30,61                                                          |
| 100 m braza (10.10)       | Brooke Hanson Australia 1:05,36                                                       | Jade Edmistone Australia 1:05,97                                                                  | Tara Kirk Estados Unidos 1:06,33                                                        |
| 200 m braza (11.10)       | Brooke Hanson Australia 2:21,68                                                       | Amanda Beard Estados Unidos 2:22,53                                                               | Sarah Katsoulis Australia 2:22,97                                                       |
| 50 m mariposa (09.10)     | Jenny Thompson Estados Unidos 25,89                                                   | Anna-Karin Kammerling · Suecia · 26,02                                                            | Lisbeth Lenton Australia 26,553                                                         |
| 100 m mariposa (11.10)    | Martina Moravcová · Eslovaquia · 57,38                                                | Rachel Komisarz Estados Unidos 57,85                                                              | Jenny Thompson Estados Unidos 58,13                                                     |
| 200 m mariposa (07.10)    | Kaitlin Sandeno Estados Unidos 2:06,95                                                | Mary Descenza Estados Unidos 2:07,79                                                              | Audrey Lacroix · Canadá · 2:08,35                                                       |
| 100 m estilos (09.10)     | Brooke Hanson Australia 1:00,01                                                       | Shayne Reese Australia 1:00,92                                                                    | Martina Moravcová · Eslovaquia · 1:00,95                                                |
| 200 m estilos (10.10)     | Brooke Hanson Australia 2:09,81                                                       | Lara Carroll Australia 2:10,58                                                                    | Katie Hoff Estados Unidos 2:10,61                                                       |
| 400 m estilos (07.10)     | Kaitlin Sandeno Estados Unidos 4:30,12                                                | Katie Hoff Estados Unidos 4:33,09                                                                 | Lara Carroll Australia 4:35,46                                                          |
| 4 × 100 m libre (10.10)   | Estados Unidos Amanda Weir Kara Lynn Joyce Lindsay Benko Jenny Thompson 3:35,07       | Suecia · Josefin Lillhage · Anna-Karin Kammerling · Johanna Sjöberg · Therese Alshammar · 3:35,83 | Australia Lisbeth Lenton Louise Tomlinson Danni Miatke Shayne Reese 3:36,18             |
| 4 × 200 m libre (07.10)   | Estados Unidos Dana Vollmer Rachel Komisarz Lindsay Benko Kaitlin Sandeno 7:47,72     | Australia Lisbeth Lenton Danni Miatke Louise Tomlinson Shayne Reese 7:51,39                       | Suecia · Ida Mattsson · Johanna Sjöberg · Josefin Lillhage · Petra Granlund · 7:54,39   |
| 4 × 100 m estilos (09.10) | Australia Sophie Edington Brooke Hanson Jessicah Schipper Lisbeth Lenton 3:54,95 (RM) | Estados Unidos Haley Cope Tara Kirk Jenny Thompson Kara Lynn Joyce 3:55,68                        | Suecia · Therese Svendsen · Sara Larsson · Johanna Sjöberg · Josefin Lillhage · 4:01,76 |

- (RM) – Récord mundial.

## Medallero
| Núm. | País           | Oro | Plata | Bronce | Total |
| ---- | -------------- | --- | ----- | ------ | ----- |
| 1    | Estados Unidos | 21  | 10    | 10     | 41    |
| 2    | Australia      | 7   | 15    | 7      | 29    |
| 3    | Reino Unido    | 2   | 3     | 0      | 5     |
| 4    | Rusia          | 2   | 0     | 2      | 4     |
| 5    | Suecia         | 1   | 4     | 4      | 9     |
| 6    | Brasil         | 1   | 1     | 3      | 5     |
| 7    | Alemania       | 1   | 1     | 1      | 3     |
| 8    | Eslovaquia     | 1   | 0     | 1      | 2     |
| 8    | Eslovenia      | 1   | 0     | 1      | 2     |
| 8    | Japón          | 1   | 0     | 1      | 2     |
| 8    | Países Bajos   | 1   | 0     | 1      | 2     |
| 8    | Túnez          | 1   | 0     | 1      | 2     |
| 13   | China          | 0   | 2     | 1      | 3     |
| 14   | Canadá         | 0   | 1     | 3      | 4     |
| 15   | Rumania        | 0   | 1     | 1      | 2     |
| 16   | Argelia        | 0   | 1     | 0      | 1     |
| 16   | Italia         | 0   | 1     | 0      | 1     |
| 18   | Kazajistán     | 0   | 0     | 2      | 2     |
| 19   | Croacia        | 0   | 0     | 1      | 1     |
| 19   | Nueva Zelanda  | 0   | 0     | 1      | 1     |
|      | TOTAL          | 40  | 40    | 41     | 121   |